# Pioltello
Pioltello là một đô thị ở tỉnh Milano, vùng Lombardia của Italia, khoảng 14 km về phía đông bắc của Milano. Tại thời điểm ngày 31 tháng 12 năm 2004, đô thị này có dân số 32.337 và diện tích là 13,1 km².
Đô thịPioltello gồm cácfrazioni (đơn vị cấp dưới, chủ yếu là thôn làng) Limito, Seggiano, and Rugacesio.
Pioltello giáp các đô thị: Cernusco sul Naviglio, Vimodrone, Segrate, Rodano, Peschiera Borromeo.